# 2013年白沙瓦清真寺襲擊
2013年白沙瓦清真寺襲擊，是指2013年6月20日，襲擊者在巴基斯坦白沙瓦市的一座什葉派清真寺引爆身上炸彈，造成15人死亡，20多人受傷。襲擊發生在Gulshan Colony的什葉派地區。據報導稱襲擊者是遜尼派穆斯林。襲擊者包括3人，其中1名襲擊者進入清真寺前，槍殺1名警察和1名保安。據了解，當時大約有300人在清真寺內做禮拜。巴基斯坦總統阿西夫·阿里·扎爾達里表示，「武裝分子的這種懦弱和令人發指的行為不會削弱繼續打擊好戰分子的決心。」